# القفل (إب)
القفل هي إحدى قرى الجمهورية اليمنية. وهي تتبع جغرافيًا لمحافظة إب. وإداريًا لمديرية السبرة. يبلغ تعداد سكانها 1259 نسمة حسب الإحصاء الذي جرى عام 2004.